# KS-1 Kometa
Il Mikoyan KS-1 Kometa III (in cirillico КС-1 "Комета"), più noto con la designazione NATO AS-1 Kennel, era un missile sovietico aria-superficie, con compiti specifici antinave in servizio dal 1956 al 1971.
Il Kennel ha iniziato la tradizione sovietica per i missili strategici aria-superficie. Era un'arma relativamente primitiva, ma dotata di un cercatore radar semiattivo, un turbogetto e un raggio di 80-100 km.
Veniva lanciato da semirimorchi trainati sia dai KrAZ-214 (SCC-2a Salish), che da ZIL-157V (SCC-2b Samlet), ma nella versione antinave veniva lanciato dai Tu-4K e dai Tu-16KS-1 Badger B che ne potevano trasportare due attaccati ai piloni sub-alari, ciò diminuiva notevolmente la gittata, ma incrementava la precisione sul bersaglio.
In seguito ha avuto ruolo di aerobersaglio, in quanto, essendo prodotto dalla Mikoyan, era una specie di versione ridotta dei caccia prodotti dalla stessa ditta (in particolare del MiG-15), anche se misurava sempre 8,29 metri di lunghezza per circa un metro di diametro.